# Paul Goze
Paul Goze, né le 3 septembre 1951 à Perpignan, est un joueur et dirigeant français de rugby à XV. Il joue au poste de deuxième ligne, principalement à l'USA Perpignan. Il préside ensuite le club de 1989 à 1993 puis de 2007 à 2012. Il est président de la Ligue nationale de rugby de 2012 à 2021.

## Biographie
Il passe la majorité de sa carrière de joueur à l'Union sportive arlequins perpignanais (USAP). Après sa retraite sportive, il devient président du club une première fois de 1989 à 1993 puis de nouveau de 2007 à 2012.
De 1991 à 1995, il est trésorier-adjoint de la Fédération française de rugby,.
En 2005, il intègre une première fois le comité directeur de la Ligue nationale de rugby en tant que personnalité extérieure. Lorsqu'il devient président de l'USAP en 2007, il est contraint de laisser sa place.
En 2009, il a été élu comme représentant des clubs de Top 14, au comité directeur de la Ligue nationale de rugby. En juin de la même année, il est le président de l'USAP lors du sacre de champion de France.
Le 16 novembre 2012, il est élu à la présidence de la LNR à la place de Pierre-Yves Revol. Il décide ainsi de quitter sa fonction de président de l'USAP, laissant derrière-lui le club en difficultés financières alors que ce dernier était un des meilleurs clubs du Top 14. Daniel Besson lui succède, mais c'est François Rivière qui éponge les dettes du club lors de son arrivée à la présidence en août 2013.
En août 2016, il est désigné, par le magazine Rugby World, comme la quatrième personnalité la plus influente du rugby mondial.
Le 4 octobre 2016, il est réélu à la présidence de la LNR pour un nouveau mandat de quatre ans. En 2021, il quitte la présidence mais conserve une place au sein du comité directeur de l'instance. Candidat pour rester au sein du comité directeur en 2025, il n'est pas réélu,.

### Vie privée
Il épouse Dominique Domengie en 1976 avec qui il a un enfant, Renaud Goze. Sa femme décède à l'âge de 57 ans en 2011 et son fils d'un accident de la route en 2019, tout comme un petit-fils décédé dans un accident de la route.

## Carrière

### En club
- 1960-1970 : Torreilles rugby club (Torreilles)
- 1970-1971 : A.S.Bages
- 1971-1980 : USA Perpignan

### Dirigeant
- 1989 - 1993 : Président de l'USA Perpignan
- 1991 - 1995 : Trésorier adjoint de la Fédération française de rugby
- 2007 - novembre 2012 : Président de l'USA Perpignan
- 16 novembre 2012 - 23 mars 2021 : Président de la Ligue nationale de rugby

## Palmarès

### En tant que joueur
- 1968 : champion de France Cadet UFOLEP - Coulon avec l'U.S.Torreilles
- 1971 : Co-champion de France Reichel avec l'A.S.Bages
- 1972 : Champion de France Reichel avec l'USAP
- 1977 : Finaliste du championnat de France avec l'USAP

### En tant que président de l'USAP
- 2009 : Champion de France
- 2010 : Finaliste du championnat de France

## Décorations
- Chevalier de l'ordre national du Mérite (décret du 20 juin 2022)[13]